# Ucai nascimentoi
Ucai nascimentoi är en skalbaggsart som beskrevs av Maria Helena M. Galileo och Martins 2009. Ucai nascimentoi ingår i släktet Ucai och familjen långhorningar. Inga underarter finns listade i Catalogue of Life.